# ZTE Blade V9
ZTE Blade V9 — Android-смартфон компании ZTE. Впервые телефон был представлен на выставке MWC 2018. На российском рынке продажи данной модели начались 12 апреля 2018 года. Смартфон не поддерживает запись видео в 4K.

## Камера
Основная камера ZTE Blade V9 представляет собой двойной модуль. Разрешение первого модуля составляет 16 МП, значение светосилы f/1,8. Второй модуль с разрешением 5 Мп несёт на себе вспомогательные функции при съёмке, как то размытие заднего плана, а также в условиях плохой освещённости.
Максимальное разрешение при видеосъёмке составляет 1920х1080 точек, так же телефон поддерживает съёмку slow-motion и короткие ролики с AR-эффектами.
Тестеры отмечают лаги при записи видео в условиях низкой освещённости.
Фронтальная камера имеет разрешение 13 Мп со светосилой f/2,0. Эта камера, помимо фотофункции, отвечает за разблокировку телефона через распознавание лица.

## Технические характеристики
- Материалы корпуса: металл, стекло
- Операционная система: Android Oreo 8.1.0
- Сети: GSM, LTE, UMTS, 2 nano-SIM
- Экран: IPS, диагональ 5,7", соотношение 18:9, разрешение 2160x1080 точек (FHD+), ppi 424
- Платформа: Qualcomm Snapdragon 450
- Процессор: восемь ядер 1.8 ГГц
- Графика: Adreno 506
- Оперативная память: 3/4 ГБ
- Память для хранения данных: 32/64 ГБ
- Слот под карту памяти: да, microSD до 256 ГБ
- Основная камера: два модуля по 16 и 5 МП
- Фронтальная камера: 13 МП
- Интерфейсы: Wi-Fi 802.11 a/b/g/n (2.4 ГГц), Bluetooth 4.2 LE, microUSB 2.0, NFC, FM-радио
- Навигация: GPS, ГЛОНАСС
- Дополнительно: датчик приближения, гироскоп, отпечаток пальца, датчик Холла, акселерометр, распознавание лиц, датчик освещённости.
- Батарея: 3200 мАч
- Габариты: 151,4 x 70,6 x 7,5 мм
- Вес: 140 г

## Защита
Телефон защищён 2.5D стеклом и олеофобной плёнкой, но у данной модели нет сертификата IP защиты от воды и пыли.

## Продажи
Продажи смартфона начались 12 апреля 2018 года, цена на модель ZTE Blade V9 3/32 составляла 14 990 рублей, модель 4/64 стоила 16990 рублей. В середине апреля Министерство Торговли США запретило американским производителям продавать компании ZTE свою продукцию. В результате компания ZTE прекратила основные бизнес-операции. Но на июнь 2018 года цена на данную модель снизилась незначительно до 13 500 рублей, возможно, это связано с ростом спроса на 33 % на китайские смартфоны, в том числе и телефоны марки ZTE.
ZTE Blade V9 выпущен в трёх цветах: чёрном, золотистом и голубом. Ранее на российском рынке в продаже не было версии голубого цвета, однако позже стало возможным приобрести смартфон и с таким цветом.